# (17510) 1992 PD6
(17510) 1992 PD6 là một tiểu hành tinh vành đai chính. Nó được phát hiện bởi Henri Debehogne và Álvaro López-García ở Đài thiên văn La Silla ở Chile ngày 1 tháng 8 năm 1992.